# Gobierno de la Ciudad del Vaticano
El Gobierno del Estado de la Ciudad del Vaticano es la administración soberana nacional de la Santa Sede. La Santa Sede es un Estado no democrático, regido por una monarquía absolutista y electiva, dirigida por el papa con sede en la Ciudad del Vaticano. El Santo Padre, como soberano del Estado, acumula ex officio los poderes legislativo, ejecutivo y judicial; durante el período de sede vacante estos poderes son ejercidos por el Colegio cardenalicio.
El papa delega la autoridad ejecutiva al presidente de la Comisión Pontificia para el Estado de la Ciudad del Vaticano, siendo este presidente de la Gobernación. El presidente es nombrado libremente por el Papa, sin elecciones, por un tiempo máximo de 5 años, renovable, pudiendo ser cesado en el transcurso de ese tiempo o durante el período de sede vacante. El presidente del Gobernadorado consulta con el secretario de Estado de la Santa Sede todos los asuntos relevantes.

## Estructura de la Gobernación

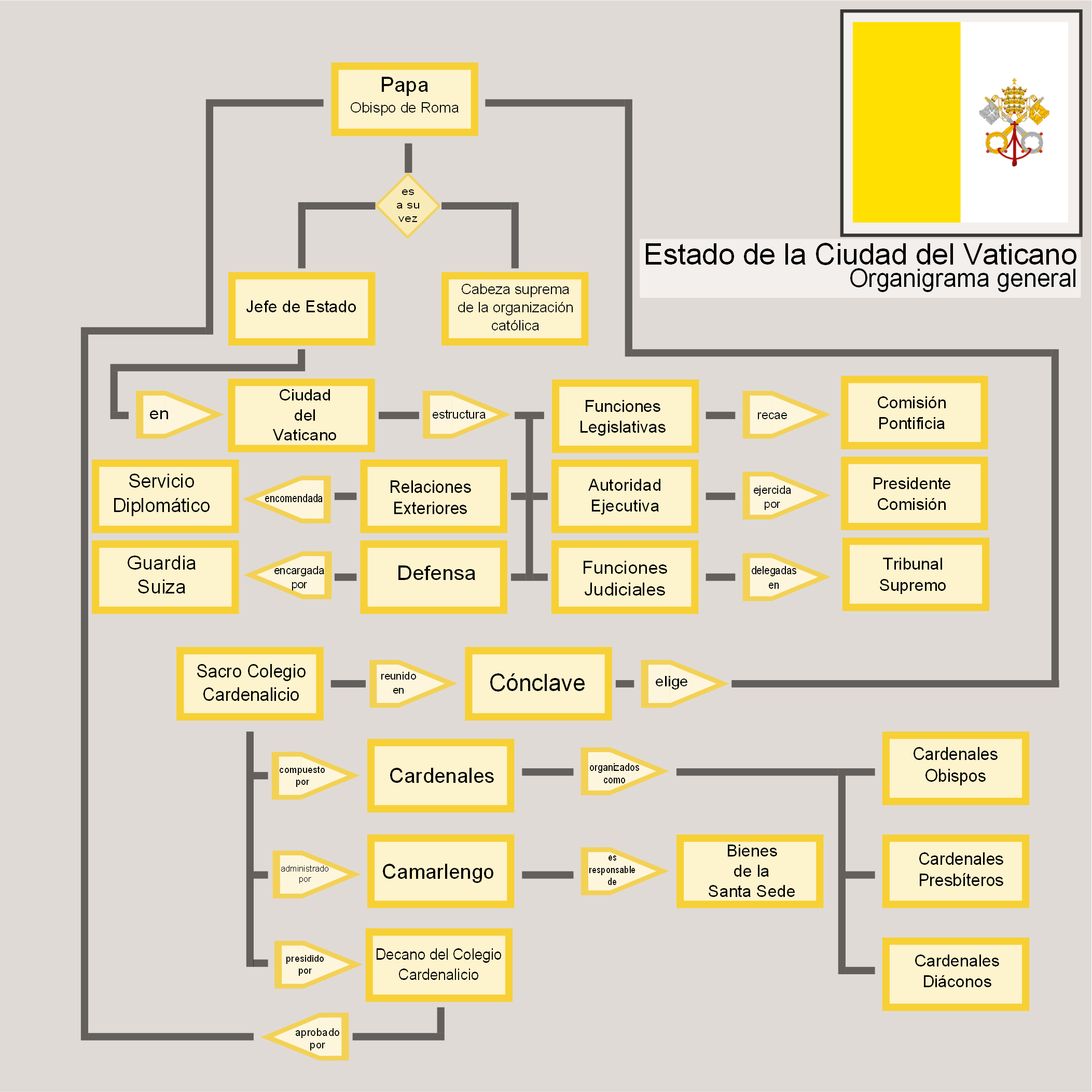
Diagrama de la estructura del gobierno vaticano.

La Gobernación consta del conjunto de organismos que ejercen el poder ejecutivo, organizándose en diferentes Direcciones y Oficinas Centrales:

### Presidencia
Presidente de la Gobernación: 
S. E. Rvdma. Mons. Fernando Vérgez Alzaga, L.C.

Presidentes eméritos:
S. Emin. Card. Giovanni Lajolo, 
S. Emin. Card. Giuseppe Bertello

### Direcciones[1]
Dirección de Contabilidad del Estado: se encarga de llevar toda la contabilidad general y analítica, redacción de escrituras contables, gestión de la tesorería del Estado y preparación de balances generales, de comprobación y finales, y todo lo relativo al control en materia contable.

Dr. Eugenio Borgognoni

Dirección de Servicios Generales: se encarga de diferentes estructuras,

-Servicio de tránsito de mercancías, que desempeña una importante tarea Institucional de aduana del Estado. Provee además, al retiro y expedición de mercancías por cuenta del Estado y de los Organismos de la Santa Sede, y tiene responsabilidad sobre la gestión de la estación ferroviaria de la Ciudad del Vaticano;
-Servicio de motorización, que se ocupa del registro de los vehículos vaticanos (RVV), expedición de documentos de circulación, y revisión de vehículos y carnés de conducir, provee a la compra, manutención y gestión de automóviles para los servicios de tipo institucional requeridos por el Estado y la Santa Sede;
-Servicio de la “Florería”, que se ocupa de todo lo relativo al acondicionamiento de los lugares para las celebraciones litúrgicas, ceremonias y audiencias presididas por el Santo Padre, en el Vaticano o en Roma. Cuida además, de la decoración de las estancias del sumo pontífice, de los cardenales y prelados de la Santa Sede, así como de las oficinas del Estado procurando asimismo, la conservación y restauración del patrimonio a ella confiado y la elaboración de un inventario detallado.

Dr. Giovanni Amici

Dirección de Servicios de Seguridad y Protección Civil: junto con la Guardia Suiza Pontificia y los Organismos vaticanos interesados, se ocupa de la seguridad y el orden público y, cuando es necesario, colabora con los servicios semejantes del estado italiano y de otros estados. De ella dependen:

-El Cuerpo de la Gendarmería, que se ocupa de las tareas propias de la policía, incluidas las de policía de frontera, judicial y fiscal; vigila la seguridad de los lugares y de las personas, el mantenimiento del orden público, y la prevención y represión de reos, en colaboración con los órganos judiciales y las autoridades competentes de la Santa Sede;
-El Cuerpo de Bomberos, que realiza actividades de intervención inmediata y prevención de personas y bienes, en colaboración con la Dirección de Servicios Técnicos.

Dr. Domenico Giani

Dirección de Sanidad e Higiene: que se encarga de todas las tareas relativas al cuidado de la salud pública, higiene del territorio, y actividades de orden médico y sanitario al servicio de los ciudadanos y residentes en la Ciudad del Vaticano, de los empleados de la Santa Sede y del Estado. Además del servicio de guardia médica, diurna y nocturna, garantiza también las visitas especializadas y análisis clínicos.
En relación con dicha Dirección, si bien de modo autónomo, se encuentra la Farmacia Vaticana, que provee a la compra-venta de medicamentos y productos similares.
Dr. Patrizio Polisca

Dirección de los Museos: que tiene a su cargo el cuidado, conservación, restauración y valoración de los monumentos y demás colecciones propiedad de la Santa Sede gestionadas por el Estado. Supervisa todo lo relativo a bienes culturales según la legislación vaticana vigente.
Los Museos Vaticanos constan de varias secciones según el tipo de patrimonio conservado y la época de pertenencia; disponen, además, de un laboratorio de restauración y de un gabinete de investigación científica.
Dentro de los Museos, se encuentra la Oficina de Venta de publicaciones y reproducciones, que se encarga principalmente de la divulgación de publicaciones referentes a obras conservadas en los Museos y de su reproducción.
Para sostener cultural y económicamente las actividades de los Museos existe la asociación Patrons of the Arts in the Vatican Museums. Su objetivo es difundir por todo el mundo el conocimiento del patrimonio artístico conservado en los Museos Vaticanos y proveer fondos para la restauración y conservación del mismo.

Prof. Antonio Paolucci

Dirección de Servicios Técnicos: tiene encomendadas las tareas relativas a la manutención del patrimonio inmobiliario (territorio y edificios) y a la gestión de instalaciones técnicas, con la colaboración, en caso necesario, del Cuerpo de Bomberos.
Además de algunos Servicios centrales para el soporte inmediato de las actividades de la Dirección se incluyen también:

-El Servicio de construcción, encargado de todo lo referente a la construcción y manutención ordinaria y extraordinaria de los edificios existentes en la Ciudad del Vaticano y zonas extraterritoriales. Cuida también la manutención de calles y jardines de la Ciudad del Vaticano y la recogida de residuos.
-El Servicio de Talleres e Instalaciones, que se ocupa de la realización y manutención de todas las instalaciones hidráulicas, eléctricas, de calefacción y aire acondicionado existentes en la Ciudad del Vaticano y áreas extraterritoriales.

Ing. Pier Carlo Cuscianna

Dirección de Telecomunicaciones: dirige todo lo concerniente al tráfico postal, telegráfico y telefónico. Comprende además:

-El Servicio de Correos y Telégrafos, encargado de gestionar todo lo referente al tráfico postal y telegráfico desde y para la Ciudad del Vaticano.
-El Servicio de Teléfonos, que realiza y gestiona las instalaciones de la red telefónica vaticana y el tráfico telefónico de la Ciudad del Vaticano y algunas zonas extraterritoriales.

P. Fernando Vergez Alzaga, L.C.

Dirección de Servicios Económicos: se ocupa de todo lo relativo a la compra-venta de bienes alimentarios y otros productos, y de carburantes, según el régimen de monopolio existente en el Estado de la Ciudad del Vaticano.

Dr. Sabatino Napolitano

Dirección de las Villas Pontificias: para la manutención y cuidado de la zona extraterritorial de Castelgandolfo, incluidos los edificios y jardines destinados a la estancia estiva del sumo pontífice. Gestiona además la granja que se encuentra en su territorio y la comercialización de productos propios.

Dr. Saverio Petrillo

### Oficinas Centrales[2]
Oficina Jurídica: redacta las disposiciones normativas y examina todas las cuestiones de carácter legal.

Abog. Carlo Carrieri

Oficina de Personal: que tiene competencia en todo lo relativo al personal de la Gobernación, la ejecución de las decisiones del Cardenal Presidente sobre dicha materia, formación profesional de los empleados y graduación de sus niveles. Se ocupa también de lo relativo al personal de empresas externas que trabajan en el Vaticano.

Cab. Renzo Sebastianelli

Oficina del Estado Civil, Registro y Notaría: mantiene los registros de nacimientos, matrimonios, muertes, ciudadanía y residencia. Se ocupa además, de la redacción y conservación de las actas de carácter público y privado.
...

Oficina Filatélica y Numismática: que cuida todo lo referente a la acuñación de moneda y emisión de sellos, y su comercialización entre los coleccionistas. Custodia y gestiona – dentro de los Museos Vaticanos – un Museo filatélico y numismático, en el que se conservan las monedas acuñadas y los sellos emitidos desde 1929, año en el que comenzó a existir el Estado de la Ciudad del Vaticano.

Dr. Mauro Olivieri

Oficina de Sistemas Informativos: que se ocupa de la gestión de los aparatos informáticos de la Gobernación, y de la recogida y elaboración de datos y noticias que interesan a la actividad del Estado.

Ing. Marco Lucani

Archivo de Estado: para llevar el protocolo y archivo de la correspondencia relativa a la Comisión Pontificia, a los directivos de la Gobernación y a las distintas estructuras operativas. 
...

Oficina de Peregrinos y Turistas: para llevar el protocolo y archivo de la correspondencia relativa a la Comisión Pontificia, a los directivos de la Gobernación y a las distintas estructuras operativas.

D. Angelo D'Andrea